# نظام دفاع جوي محمول

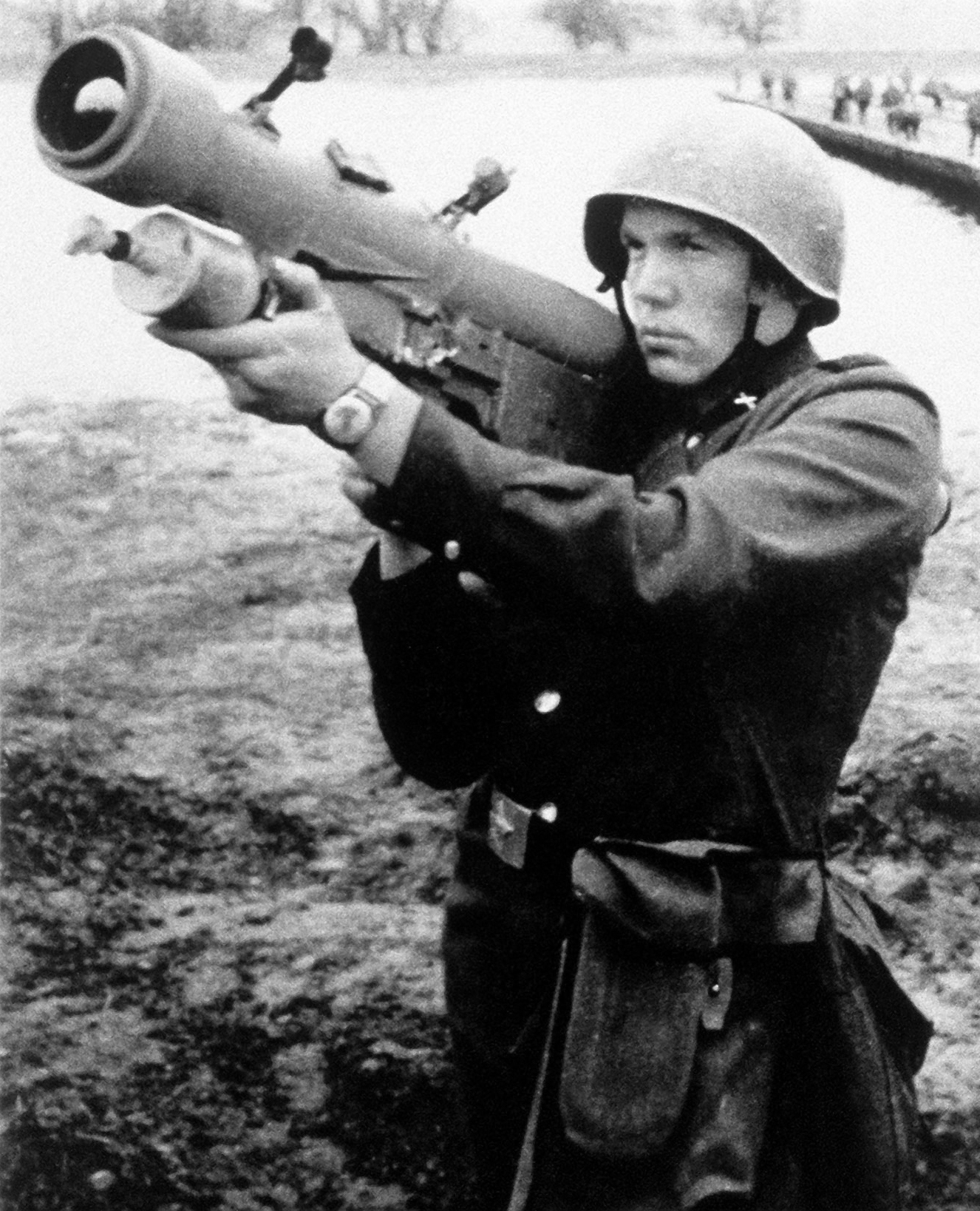
صاروخ من نوع إستريلا 2سوفييتي

الدفاع الجوي المحمول هي التي تطلق من الكتف من الأرض إلى الجو. عادة ما تكون أسلحة موجهة وتشكل تهديدا للطائرات التي تحلق على ارتفاع منخفض، وخاصة طائرات الهليكوبتر.
طورت في أواخر 1950 لتوفير الحماية العسكرية للقوات البرية ضد طائرات العدو. تلقت قدرا كبيرا من الاهتمام باعتبارها أسلحة إرهابية محتملة التي يمكن استخدامها ضد طائرات تجارية. وقد استخدمت هذه الصواريخ، وبأسعار معقولة ومتاحة لمجموعة متنوعة من الموردين بنجاح على مدى العقود الثلاثة الماضية سواء في الصراعات العسكرية، وكذلك من قبل المنظمات الإرهابية.
يوجد خمسة وعشرين بلدا بما في ذلك الولايات المتحدة تنتج أنظمة الدفاع الجوي المحمولة على الكتف. ويعتبر حيازة وتصدير والاتجار في هذه الأسلحة رسميا تخضع لسيطرة محكمة وذلك بسبب الخطر الذي تشكله على الطيران المدني لكن على الرغم من هذه الجهود لم تكن دائما ناجحة.

## أنواع القذائف

### قذائف غير موجهة

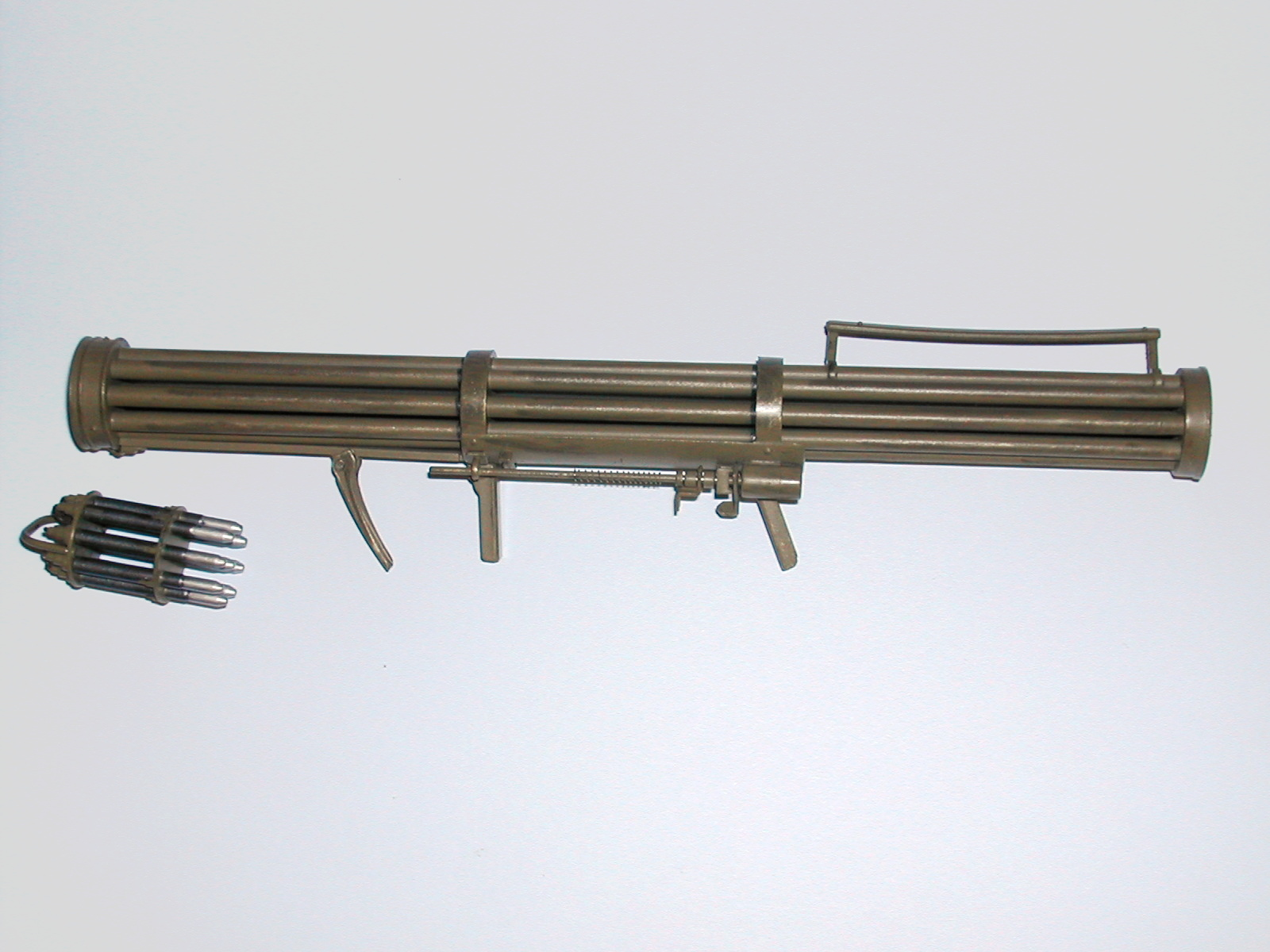
القاذف الألماني المضاد للدبابات

و هي الصواريخ المضادة للدبابات يتم إطلاقها مباشرة على الهدف بواسطة التصويب المعتاد صممت لأول مرة في ألمانيا النازية عام 1944 و تم إيقاف إنتاجها بانتهاء الحرب العالمية الثانية.
بعد الحرب العالمية الثانية صمم الاتحاد السوفييتي منها مثل القاذف الصاروخي 7 و لكن تم التخلي عنها بعد ذلك لصالح الصواريخ الموجهة بالأشعة تحت الحمراء.

### قذائف موجهة بالأشعة تحت الحمراء
صممت الصواريخ المحمولة على الكتف الموجهة بالأشعة تحت الحمراء لتتبع مصدر الحرارة على متن طائرة وعادة يكون عمود عادم المحرك وتفجير الرؤوس الحربية في أو بالقرب من مصدر الحرارة لتعطيل الطائرات. هذه الصواريخ تستخدم التوجيه الذاتي السلبي، مما يعني أنها لا تتسبب في انبعاث إشارات للكشف عن مصدر الحرارة، الأمر الذي يجعل من الصعب اكتشافها من قبل الطائرات المستهدفة لاستخدام مضاد لها.

## وصلات خارجية
- MANPADS Proliferation—links to hundreds of documents on MANPADS, their proliferation, and control efforts
- Man-Portable Air Defence Systems (MANPADS) مسح الأسلحة الصغيرة Research Note
- Man Portable Missiles vs Airliners
- Are Helicopters Vulnerable?—Analysis of MANPADS effectivness.
- Man Portable AIr Defense System—GlobalSecurity.Org article covering period until 1999.